# Кононов, Михаил Иванович
Михаи́л Ива́нович Ко́нонов (25 апреля 1940, Москва — 16 июля 2007, Москва) — советский и российский актёр театра и кино; народный артист Российской Федерации (1999).

## Биография
Родился 25 апреля 1940 года в Москве.
Выступал в школьной самодеятельности вместе с Андреем Смирновым, который в дальнейшем стал известным кинорежиссёром[значимость факта?].
Окончил Высшее театральное училище имени М. С. Щепкина в 1963 году. Однокурсниками по училищу были Виктор Павлов, Виталий Соломин, Олег Даль. До 1968 года — актёр Академического Малого театра. Но в период, когда актёр готовил большую роль (Хлестаков в «Ревизоре»), случайно брошенные слова стали причиной разразившегося скандала и ему срочно пришлось покинуть Малый театр. Впоследствии стал актёром киностудии имени Максима Горького.
Первая роль — в фильме Ивана Пырьева «Наш общий друг» (1961). Ярким началом кинокарьеры следует считать комедийный фильм «Начальник Чукотки», где Кононов сыграл Алексея Бычкова. В том же году Михаил Иванович сыграл Фому в историко-философском фильме Андрея Тарковского «Андрей Рублёв».
Наибольшую популярность актёр получил, сыграв молодого учителя Нестора Петровича Северова в четырёхсерийном телефильме Алексея Коренева «Большая перемена», хотя первоначально отказывался от этой роли, так как ему не нравился сценарий.
Последняя роль — в телесериале «В круге первом» (2006). В целом актёр сыграл более чем в 60 фильмах. Наиболее известные роли — младший лейтенант Малешкин («На войне как на войне»), Алёша Семёнов («В огне брода нет»), Павлик («Начало»), Митька Ярмолюк («Здравствуй и прощай»), Яшка (фильм-сказка «Финист — Ясный сокол»), Консель, слуга профессора Аронакса («Капитан Немо»), беглый революционер-боевик Родион Климентов («Сибириада»), Аким («Таёжная повесть»), Василий («Василий и Василиса»), космический пират Крыс («Гостья из будущего»). Актёру было свойственно сочетание мягких комических красок с драматической глубиной. Сам Кононов считал себя трагикомическим актёром.
С начала 1990-х годов актёр мало появлялся на экране. От предложений чаще отказывался, с новым поколением актёров принципиально не дружил и негативно отзывался о состоянии современного российского кинематографа. В конце 1990-х годов Кононову пришлось продать московскую квартиру и начать многолетнее строительство дома в Истринском районе, в деревне Бутырки.
В последние годы жизни Кононов редко появлялся на людях и жил в Бутырках, снимался мало. Проведя в деревне десять лет, купил небольшую квартиру на московской окраине. В 2000-е годы написал книгу мемуаров, но ни одно издательство не приняло её к публикации. К этому времени актёр перенёс инфаркт, тромбофлебит и был инвалидом II группы. За две недели до смерти Михаил Кононов с пневмонией был госпитализирован в истринскую ЦРБ. Однако в ней его состояние лишь ухудшалось: у него не было денег, чтобы приобрести необходимые медикаменты. На фоне пневмонии у Кононова развились сердечная недостаточность и тромбоэмболия. Вечером 15 июля 2007 года его экстренно перевели в отделение кардиореанимации московской клинической больницы №20 ,но спасти жизнь артиста не удалось — утром 16 июля 2007 года он скончался от тромбоэмболии на 68-м году жизни.
Тело актёра, согласно его завещанию, было кремировано, а урна с прахом захоронена в Москве, в колумбарии (саркофаг) у 1 уч. Ваганьковского кладбища.

## Звания и награды
- Заслуженный артист РСФСР (1989)
- Народный артист России (1999)[1]

## Творчество

### Роли в театре
- 1965 — «Рождество в доме синьора Купьелло» Эдуардо де Филиппо, Постановка: Леонид Варпаховский — Ненилло

### Фильмография

#### Художественные фильмы
- 1961 — Наш общий друг — Виктор Карягин
- 1962 — Приходите завтра… — пассажир автобуса (нет в титрах)
- 1963 — Первый троллейбус — Колька Чумаков
- 1963 — Теперь пусть уходит — Томми, работник гостиницы
- 1963 — Утренние поезда — гость на свадьбе (нет в титрах)
- 1964 — До свидания, мальчики — Витя Аникин
- 1966 — Начальник Чукотки — Алексей Михайлович Бычков (А. Глазков согласно мандату)
- 1966 — Андрей Рублёв — Фома, монах
- 1967 — В огне брода нет — Алёша Семёнов
- 1968 — На войне как на войне — младший лейтенант Александр Малешкин, командир САУ
- 1969 — Белый флюгер — Василий Васильевич Крутогоров, чекист
- 1969 — Мальчишки — Гоша
- 1970 — Начало — Павлик, сосед Паши / актёр, играющий юродивого в фильме о Жанне д’Арк
- 1971 — Шутите? — студент
- 1971 — Держись за облака — Соколов, матрос
- 1972 — Здравствуй и прощай — Митька Ярмолюк, муж Александры
- 1972 — Красные пчёлы — Василий
- 1972 — Пятнадцатая весна — немецкий офицер
- 1973 — Большая перемена — Нестор Петрович Северов, преподаватель истории, классный руководитель 9-го «А»
- 1973 — Открытие — Сергей Юрышев в молодости (озвучивает Александр Демьяненко)
- 1974 — Финист — Ясный сокол — Яшка-писарь
- 1975 — Капитан Немо — Консель, слуга профессора Аронакса
- 1976 — Семьдесят два градуса ниже нуля — Тошка Жмуркин
- 1976 — Двадцать дней без войны — Паша Рубцов, военкор
- 1976 — Повесть о неизвестном актёре — Петя Стрижов
- 1976 — Пока бьют часы — Грызун, начальник королевской стражи
- 1977 — Кольца Альманзора — Зензивер, садовник
- 1978 — Комедия ошибок — Дромио Сиракузский / Дромио Эфесский
- 1978 — Любовь и ярость — Коля
- 1978 — Сибириада — Родион Климентов, революционер-боевик (озвучил Виктор Проскурин)
- 1978 — Только каплю души
- 1979 — Таёжная повесть — Аким
- 1979 — Ищи ветра… — Васька, конокрад
- 1980 — Иначе нельзя
- 1980 — Расследование — Лосев, сотрудник милиции
- 1981 — Андрей и злой чародей — Леший
- 1981 — Василий и Василиса — Василий Вологжин
- 1982 — Братья (к/м) — Михаил
- 1982 — Без видимых причин — Важин
- 1982 — Вокзал для двоих — Николаша, милиционер
- 1982 — Безумный день инженера Баркасова — Иван Тятин, заместитель Баркасова
- 1983 — Золотые рыбки — Корнелий Иванович Удалов
- 1983 — Особый случай
- 1983 — Гори, гори ясно… — Сенька
- 1984 — Гостья из будущего — Крыс, космический пират / Михаил Иванович, сотрудник Космопорта
- 1984 — Один и без оружия — Пётр, швейцар
- 1986 — Проделки в старинном духе — Алексей
- 1987 — Она с метлой, он в чёрной шляпе — волшебник
- 1987 — Первая встреча, последняя встреча — Погилевич, бывший сыщик
- 1987 — Разорванный круг — Царьков, заведующий складом
- 1987 — Христиане — сумасшедший слушатель в суде
- 1989 — Пиры Валтасара, или Ночь со Сталиным — директор санатория
- 1990 — Здравия желаю! или Бешеный дембель — капитан Бодров, комбат
- 1990 — Царская охота — Кустов
- 1991 — Мементо мори — Дермантин, железнодорожник
- 1991 — Ближний круг — Ворошилов
- 1992 — Великий муравьиный путь
- 1992 — Прекрасная незнакомка — купец
- 1993 — Вспоминая Чехова (не окончен) — официант в трактире
- 1994 — Курочка Ряба — отец Никодим
- 1997 — Царевич Алексей — Федоска
- 1997 — Егерь — Егор Власыч
- 2000 — Витрина — папа
- 2006 — В круге первом — Спиридон Данилыч, дворник

#### Телеспектакли
- 1963 — Павлик Морозов — Данилка
- 1969 — Ждите моего звонка — Пашка Америка

#### Озвучивание мультфильмов
- 1977 — Василиса Прекрасная — Иван-царевич / старичок-лесовичок
- 1980 — Мореплавание Солнышкина — Стёпа
- 1981 — Приключения Васи Куролесова — Вася Куролесов
- 1983 — Ракушка — Дикобраз
- 1984 — Подземный переход — Барсучок
- 1986 — Корабль пустыни — Дикобраз
- 1987 — Утиные истории — Шеф Гавс, Малявка Гавс (в серии «Похитители роботов»), Пупс (за исключением серий «Сладкоголосая утка юности» и «Утята в будущем»), Дональд Дак, король Арчи (в серии «Сэр Винт Разболтайло») (дубляж Телевизионной студии кинопрограмм, 1990—1991 годы)
- 1994 — Страницы Российской истории. Рассказ первый: Земля предков — Паук Василий
- 1996 — Короли и капуста — Фелипе
- 1997 — Незнайка на Луне — редактор Гризль (в 5 серии «Звёздочка», 6 серии «„Дорогие“ друзья», 7 серии «Акционерное общество гигантских растений» и 12 серии «Дорога домой»), учёный-астроном (в 11 серии «Знайка спешит на помощь»)

#### Озвучивание фильмов
- 1973 — Совсем пропащий — человек на пристани (роль Юрия Чернова)
- 1973 — Невероятные приключения итальянцев в России — Джузеппе (роль Нинетто Даволи)
- 1981 — Сказка, рассказанная ночью — Гуго, подмастерье (роль Дмитрия Кравцова)
- 1984 — Роман с камнем — Ральф (роль Дэнни Де Вито)
- 1984 — Связь через пиццерию — Винченцо (роль Тони Сперандео)
- 1986 — Выше Радуги — Иван Иванович (роль Юрия Куклачёва)
- 2001 — Через тернии к звёздам. Новая версия (обновлённая версия фильма 1980 года) — Пётр Петрович Лебедев (роль Вацлава Дворжецкого)

## Программы и фильмы о Михаиле Кононове
- «Последний звонок Нестора Петровича. Михаил Кононов» (2008, телеканал «Россия»);
- «Острова. Михаил Кононов. Прости, жизнь, и прощай» (2008, телеканал «Культура»);
- «Последние 24 часа. Михаил Кононов» (2009, телеканал «Первый канал»);
- «Михаил Кононов. Начальник Бутырки» (2009, телеканал «ТВ Центр»);
- «Михаил Кононов. "Весь мир против меня"» (2010, телеканал «Первый канал»);
- «Раскрывая тайны звёзд. Михаил Кононов» (2018, телеканал «Москва Доверие»):
- «Михаил Кононов. Против всех» (2018, телеканал «Первый канал»);
- «Прощание. Михаил Кононов» (2020, телеканал «ТВ Центр»);
- «Последний день. Михаил Кононов» (2020, телеканал «Звезда»).